# Anolis anoriensis
Anolis anoriensis — вид ігуаноподібних ящірок родини анолісових (Dactyloidae). Ендемік Колумбії.

## Поширення і екологія
Anolis anoriensis мешкають в горах Центрального хребта Колумбійських Анд в департаменті Антіокія. Вони живуть в первинних і вторинних тропічних лісах, серед заростей на берегах струмків, на висоті від 1374 до 1850 м над рівнем моря. Живляться комахами і павуками.